# NGC 1929
NGC 1929 في الفهرس العام الجديد، هو عنقود نجمي، يقع في كوكبة أبو سيف (كوكبة). اكتشف في 27 سبتمبر 1826 . بواسطة جيمس دنلوب .

## روابط خارجية
- NGC 1929 على موقع ويكي سكاي: DSS2, SDSS, GALEX, IRAS, Hydrogen α, X-Ray, Astrophoto, Sky Map, Articles and images